# Belfaux
Belfaux is een gemeente in het Franstalige gedeelte van het Zwitserse kanton Fribourg in het district Sarine. De gemeente telt 3.338 inwoners.

## Geschiedenis
Het gemeentelijke gebied van Belfaux werd al vroeg bewoond. De vroegste sporen die wijzen op de aanwezigheid van mensen, gaan terug naar het midden van de steentijd.
De eerste vermelding van de stad was in de 12e eeuw onder de naam Bel fo en Bellofago. De namen Belfo (1228), Bellfozen (1229) en Belfol (1416) verschenen later. De naam is van de Latijnse bellus fagus afgeleid (mooie beuk). De Duitse versies Gumeschon en Gumschenn komen uit respectievelijk 1283 in 1555.
In 1977 is de toenmalige zelfstandige gemeente Cutterwil gefuseerd met Belfaux.

## Geografie
De gemeente ligt in het dal van La Sonnaz en wordt doorstroomd door het riviertje Sonnaz.